# Jinakalamali-Chronik

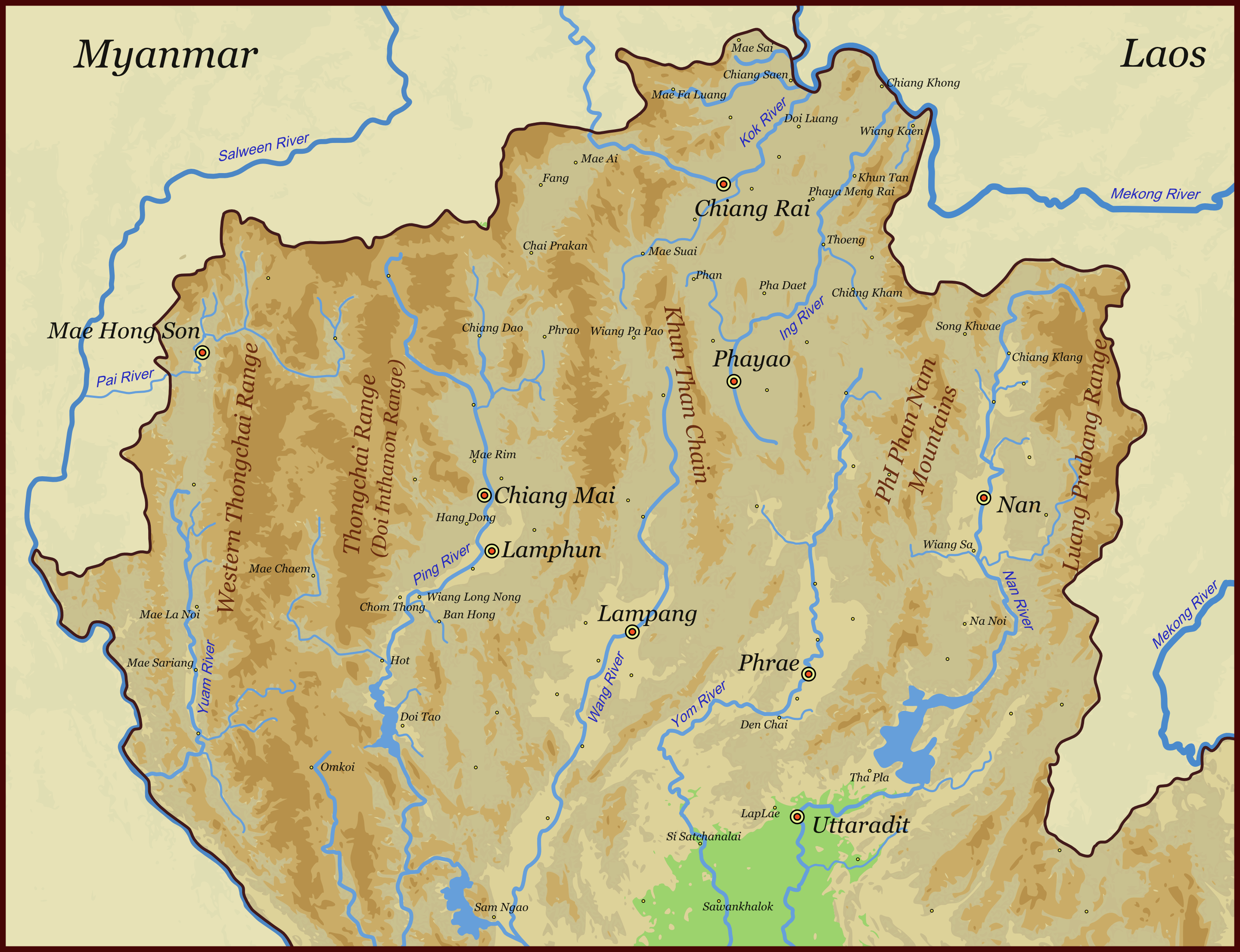
Karte von Lan Na

Die Jinakalamali-Chronik (Thai: ประชุมพงศาวดารชินกาลมาลี, Pali jinakālamālī) ist eine frühe klassische buddhistische Aufzeichnung zur Geschichte des Buddhismus und des Reiches Lan Na im heutigen Nord-Thailand.

## Ursprung und Überlieferung
Die Jinakalamali-Chronik wurde während der Regierungszeit von König Kaeo (reg. 1495 bis 1525) auf Pali verfasst und später vielfach kopiert, da die Haltbarkeit der hierfür benutzten Palmblattmanuskripte nur begrenzt ist. Als Autor gilt der hochrangige Mönch Ratanapañña Thera.

## Vorbilder
Die Jinakalamali-Chronik reiht sich ein in die klassischen buddhistischen oder Wat-Chroniken, deren erste die Mulasasana-Chronik war, gefolgt von der Camadevivamsa-Chronik. Wie diese ist sie in zwei Teile geordnet; der erste Teil behandelt das Leben Buddhas bis zur Einführung des Buddhismus in Indien, der zweite Teil liefert legendenhafte und historische Details aus Lan Na.
Teile der Jinakalamali-Chronik sind ähnlich oder sogar identisch in den beiden Vorgängern enthalten, so z. B. die Geschichte von der Entstehung der Menschheit (hier der Lawa), die aus den Fußabdrücken von Tieren, wie Elefanten, Nashörnern, Rindern und Hirschen geboren worden sein soll.

## Jinakalamali als historische Quelle
Die Jinakalamali-Chronik kann stellenweise als historische Quelle genutzt werden. Sie stellt die Lawa als ein Volk dar, das bereits lange vor der Errichtung von Lanna dort gelebt hat und später von außen kulturell positiv beeinflusst worden ist. Die Bedrohung durch die aus dem Südosten stammenden Khmer im 11. Jahrhundert wird erwähnt. So schufen sie Eisenwerkzeuge, die von König Mengrai (reg. 1296 bis 1311) als Tribut angenommen wurden.

### Hariphunchai (Lamphun)
Die geschichtlich früheste Erzählung handelt von Königin Camadevi (aus dem 6. bis 7. Jahrhundert). Nach ihrer Herrschaft machte sich Thiya Ammat auf, um den König von Hariphunchai (Lamphun) zu ermorden und an seiner Stelle zu herrschen. Lamphun selbst soll vom Einsiedler Wasuthep, einem dem Buddhismus zugetanen Angehörigen der Lawa, gegründet worden sein.
Um die Mitte des 12. Jahrhunderts (wohl 1157) ließ Phaya Athittarat den Phrathat Hariphunchai im Herzen des seinerzeitigen Lamphun erbauen, das einen ovalen Grundriss aufwies.

### Nakhon Khelang (Lampang)
Da es zu Lampang keine Stadtchronik (Mueang-Chroniken) gibt, ist man oft auf Angaben in den Wat-Chroniken angewiesen. Die Jinakalamali-Chronik berichtet, dass Lampang in der Zeit von Mengrai von Phaya Boek und Phaya Yiba (wahrscheinlich ein Thai) erobert wurde, und Mengrai einen Adligen der Milakkhu (Lawa) zum Anführer ernannte.

### Wiang Kumkam
Vor dem Ende des 13. Jahrhunderts gründete Mengrai die Stadt Wiang Kum Kam, Jinakalamali gibt das Jahr 1303 an.

### Phaya Yot Chiang Rai
Yot Chiang Rai war der zehnte König von Lan Na und regierte von 1487 bis 1495. In der Jinakalamali-Chronik wird er Thao Yot Mueang genannt und berichtet, dass er die Einäscherung seines großen Vaters Tilokarat im Tempel Wat Photharam beaufsichtigt und eine Stupa zur Aufbewahrung der Asche seines Vaters bauen lässt.

### Phaya Kaeo
Kaeo wird in der Jinakalamali-Chronik Tilokpanatdathirat genannt und, wie König Tilokarat, gepriesen als tugendhafter König und Anhänger des Buddhismus im Lande. Hierzu werden viele Details genannt, wie die Förderung der Pali-Sprache und nicht zuletzt der Anfertigung der Jinakalamali-Chronik.